# 瓜亞基爾城足球會
瓜亞基爾城足球會（Guayaquil City F.C.）是一支厄瓜多爾職業足球會，前稱「厄瓜多爾河床」，現時於厄甲作賽。他們在2014年度的厄乙排在亞軍，成功升班至甲組，他們與著名的阿根廷球會河床是友好球會。